# 桑迪·利斯特
桑迪·利斯特（英語：Sandy Lister，1961年8月16日—），英国前女子曲棍球运动员。她曾代表英国国家队参加1992年夏季奥林匹克运动会曲棍球比赛，结果队伍获得一枚铜牌。